# 逃亡弁護士 成田誠
『逃亡弁護士 成田誠』（とうぼうべんごし なりたまこと）は、作画：髙田優、原案：剛英城による日本の漫画。『週刊ヤングサンデー』（小学館）に2007年20号から2008年35号まで第一部を連載したが、同誌の休刊に伴い約3年の長期休載となる（当初は『ビッグコミックスピリッツ』に移籍し2008年42号から連載再開と発表されていた）。2010年7月より、上地雄輔主演により関西テレビ制作・フジテレビ系列でテレビドラマが放映され、それに合わせる形で『新・逃亡弁護士 成田誠』（第二部）として『月刊!スピリッツ』6月号より連載が再開され、2012年2月号まで連載された。作画は髙田優から岡本創に交代している。単行本は、第一部が小学館ヤングサンデーコミックスから全6巻が刊行され、また「My First Big SPECIAL」レーベルのコンビニコミック3巻分が再刊されている。第二部は、小学館ビッグコミックスから全5巻が刊行されている。

## あらすじ
主人公の成田誠は元弁護士。ある日彼が事務所に戻ると、そこには変わり果てた二ノ宮弁護士の姿があった。その後、何者かに後ろから殴られ意識を失い、目を覚ますと殺人・放火・背任横領の容疑者になっていた。
彼のアリバイを唯一証明できる五十嵐は行方不明で、捕まれば確実に死刑。法律の知識を使い、逃亡の先々で起こる様々なトラブルを解決しながら、自分の無実を証明する方法を探している。

## 登場人物

### 主な登場人物
成田 誠（なりた まこと）
本作品の主人公で元弁護士。26歳。身長175cm位。無実の罪を着せられ逃亡している。法律の知識を使い、逃亡の先々で起こる様々なトラブルを解決している。性格は真面目で正義感が強く、困っている人は見過ごせないが、正論ばかり口にする傾向にある。また、逃亡中の身でありながら、様々な仕事に就いている。たとえ脅されても違法行為には一切手を貸さない。
高校時代の恩師が法学部出身だったことから同大学の法学部に進学する。大学でも成績優秀で検事・判事にも気に入られていたが、弁護士を目指し、大手法律事務所「アクサル法律事務所」に入所した。先輩の二ノ宮弁護士には特に気に入られ、家族ぐるみの付き合いをしていた。
二ノ宮 絵美（にのみや えみ）
殺された二ノ宮弁護士の娘。17歳。現在は弟とともに叔父夫婦の家で暮らしている。最初、父親を殺した成田を恨んでいたが、彼が逃亡の先々で助けた人たちの話を聞き、本当に犯人なのか疑いを持つようになる。警察や検察から事件の情報が入手できないことに不満を持ち、真実を知りたいという思いから成田に協力するようになる。
真船 丈（まふね じょう）
弁護士殺害事件の担当検事。30歳。東京地検所属。警察官だった父親が横領の罪で逮捕された過去を持つ。父親は裁判で冤罪を訴え続け、証拠不十分で不起訴になったが、警察を懲戒免職され、世間からも後ろ指を指されるようになった。
高校時代までは父親と同じ警察官を志していたが、事件を期に警察に失望、父を不起訴にした検察官を志す。父親の生き方から、冤罪を訴えるなら裁判で決着をつけるべきと考えており、冤罪を訴えながら逃亡している成田を捕まえることに特に執着している。

### その他の登場人物
二ノ宮 徹（にのみや とおる）
殺された「アクサル法律事務所」に所属する人権派で有名な弁護士。絵美、翔太郎の父親。享年40。
五十嵐 充（いがらし みつる）
「アクサル法律事務所」の事務長をしていた男性。55歳。成田のアリバイを証明できる唯一の証人だったが、「酒に酔っていて覚えていない」と証言した。その後、体調不良を理由に退職し、行方不明になっている。
その後、成田が逃亡中に出会った人たちの証言により、彼が非弁行為をしていたという疑惑が浮上する。
浅沼 仁（あさぬま ひとし）
成田と司法修習時代同期で、友人の弁護士。26歳。検事や判事への任官を希望しており（主に判事）、修習の成績は優秀だったが性格が暗く「官」向きでなかったためか、声がかからず結局弁護士になった。その後「ニーズ法律事務所」を経て独立し、「浅沼法律事務所」を開設。
成田からの弁護士としての評価は高く、逃亡中に助けた人にも「年は若いけど、僕が一番信頼している弁護士」と紹介している。一方で、本人は任官の希望が叶わなかったからか、官から誘われても「弁護士を目指す」と公言していた成田のことをあまり快く思っていない。
磯谷
成田の母校である私立英翔高等学校の世界史の教師。Y大学法学部卒で、成田が弁護士を目指すきっかけになった人物。昔は熱心な教師だったが、教え子の女生徒がいじめを受け自殺未遂を起こした事件で、学校に責任をなすりつけられたことから人間不信に陥った。その際、その女生徒との交際疑惑がネットで流れたことから、妻と離婚、娘も妻に引き取られた。事件後は周囲からやる気のない教師と評されている。

## 単行本
- 逃亡弁護士 成田誠
  1. 2007年9月10日発刊 ISBN 978-4-09-151229-1
  2. 2007年12月10日発刊 ISBN 978-4-09-151249-9
  3. 2008年3月10日発刊 ISBN 978-4-09-151289-5
  4. 2008年6月10日発刊 ISBN 978-4-09-151337-3
  5. 2008年9月10日発刊 ISBN 978-4-09-1513779
  6. 2009年4月4日発刊 ISBN 978-4-09-151423-3
- 新・逃亡弁護士 成田誠
  1. 2010年8月4日発刊 ISBN 978-4-09-183419-5
  2. 2011年1月4日発刊 ISBN 978-4-091835-19-2
  3. 2011年5月4日発刊 ISBN 978-4-091837-96-7
  4. 2011年10月4日発刊 ISBN 978-4-091840-64-6
  5. 2012年2月29日発刊 ISBN 978-4-091842-75-6

## テレビドラマ
2010年7月6日から同年9月14日まで、『逃亡弁護士』のタイトルで、関西テレビとホリプロの共同制作により、フジテレビ系列で毎週火曜日の22:00 - 22:54（JST）に放送された。上地雄輔は本作が連続ドラマ単独初主演となる。
キャッチコピーは「本当の不幸は、諦めた時に始まる。」、「逃げているんじゃない。真実を追っているんだ。」。出演者ごとのキャッチコピーは、「俺は、正義を貫く」（上地雄輔）、「父を殺した、あなたを許さない。」（石原さとみ）、「お前を必ず、この手で裁く。」（北村一輝）。

### キャスト

#### 主人公
成田誠 - 上地雄輔
アクサル法律事務所で働いていた弁護士。二ノ宮の信頼できる部下であり、自らも二ノ宮を信頼している。しかし、ある日二ノ宮弁護士殺害事件の容疑者にされてしまい、真実を探るべく逃亡を始める。人が良く、お節介な性格で、困っている人を見るとほっておけず、逃亡生活を続ける中で、様々な人を法律で救っていく。episode5で、浅沼が小早川と会わせる手はずになっていたが、非弁行為が周囲にばれて、それどころではなくなり、逮捕直前に小早川の居場所を教えられるも、置き手紙を残して、既にいなくなっていた。その後は浅沼に協力を頼まれた絵美と連絡を取り合いながら、真相を探っていく。

#### 二ノ宮家
二ノ宮絵美 - 石原さとみ
二ノ宮弁護士の長女。母を亡くしており、父と妹と3人で住んでいた。今は妹と榎木夫妻の元で暮らしている。父と成田のことを信頼していたが、検察に成田が犯人だと聞き、成田が犯人だと思い込み続ける。成田は純粋な性格で人を騙し続けたと考える。
大学時代は教師を目指していたが、事件から1年後、フロントプレス出版で雑誌の編集者として働いている。事件のことは忘れ、平穏な毎日を送ろうとしていたが、父が戻ってくるわけではないのに、真船や三枝に頻繁に訪ねられ、少し迷惑している様子。成田から助言を受けた久美子がアクサル法律事務所を訪れた際、偶然居合わせ、成田がTBコンサルティングで警備員として働いていることを知り、警察に通報した。まだ成田を信用した訳ではないが、自首した浅沼から頼まれる形で真相究明に協力するようになる。のちに成田と真相を探るうちに、徐々に成田を信頼するようになり今では成田が犯人でないことを確信している。しかし、成田と連絡を取っていることをまどかや叔父夫婦にばれてしまい、それ以降まどかに「成田を信じるお姉ちゃんなんか家族じゃない」と言われたり険悪な仲になってしまった。
二ノ宮まどか - 折山みゆ
絵美の妹で高校生。反抗的だが、父のことは忘れられない。絵美と仲良し。
成田が父を殺した犯人だと信じており、絵美が成田と連絡を取っていることを知ってからは険悪な仲になってしまった。
二ノ宮徹 - 船越英一郎（特別出演）
絵美の父で、アクサル法律事務所所長。誠実で頼もしい弁護士であり、絵美とまどかを愛情を注いで育てるいい父でもあった。成田のことは部下として信頼していたが黒川に殺害された。

#### 榎木家
榎木洋一 - 小林すすむ
絵美・まどかの叔父。
榎木律子 - 榊原郁恵
絵美・まどかの叔母。

#### 東京地方検察庁
真船丈 - 北村一輝
検察官。とらえどころのない分かりにくい男。成田を犯人と思い込み、法廷で決着をつけさせるべく行方を追っている。出世欲が強いらしい。優希の父親とは親友。
過去にカシワダケースと事件に携わっており、フクナガ（五十嵐）が殺害されたことで事件に関わった人物が順番に殺されていく中唯一の生存者となっている。それ以降そのことをもみ消すためか、過去の資料を抹消しているなど不審な動きが見られ上司や同僚から疑われ始めている。episode10のラストで病院から出てきた成田と出くわすも「お前は冤罪だ」と発言し成田の冤罪を認めた様子である。しかし成田を逃がしたことで事件から外され柏田の息のかかった尾崎が担当することとなった。
本人曰く、「カシワダケースの真実を伝えると親友や二宮弁護士みたいに誰かが殺されることを恐れていた」ため、成田を泳がせ連光寺や長谷部らが企んだ陰謀の証拠をつかもうとした。事件解決後は釈放された成田と和解した。
三枝亮子 - 矢田亜希子
真船の下で働く検察事務官。スーツの似合うクールな女性だが、成田が犯人かどうかについては疑問を持っており、フクナガの一件から連光寺に疑いを持っていたが、それがきっかけで連光寺に協力するようになっている。

#### 協力者
小早川美由紀 - 村川絵梨
アクサル法律事務所の事務員として働いていて、成田とも仲がよかった。事件当日に成田が会った人物で唯一の証人だが、取り調べで会っていないと言い捨てると、その後失踪。五十嵐から当時高校生だった涼介と交際していたことをネタにされ、1000万円の退職金を支払うことを条件に嘘の証言を頼まれるが、成田の逃走により、支払われなくなったため恨んでいた。それ以降は傷害事件の被害者から報復を受けた涼介の手術代を工面するために金策に駆け回り、TBコンサルティングで派遣社員として働いていた時、後で大金が入るからと言って、皆にお金を借りて回っていた。episode7の終盤で、五十嵐が滞在するホテルの一室に呼び出されたが、既に亡くなっていた五十嵐を発見し、駆けつけた成田と逃走。五十嵐が最初から退職金を支払う意思がなかったことを知り、成田に諭され涼介と和解。その後自首しようとするが、何者かに拉致された。しかし、実は真船、浅沼らに保護され、法廷では成田が無実であることを証言した。
浅沼仁 - 姜暢雄
アクサル法律事務所の弁護士。episode5のキーマン。父親と兄は判事で、自身も判事を目指していたが、大学時代の同級生で、成績優秀で判事の誘いを断った成田にコンプレックスを抱き続け、ライバル視している。事務所を独立して見返すために、フクナガから依頼された非弁行為を行っていて、成田がやったことになっている横領の疑いを連光寺によってかけられ、episode5の終盤で警察に逮捕される。その際、成田には自分の携帯電話と財布を渡し、横領の無実を訴え成田に信じてもらえた。絵美には成田に協力するように頼んだ。その後、小早川の身柄を保護し法廷では小早川と共に証言台に立った。

#### 陰謀関係者
五十嵐衛 / フクナガ - 佐藤二朗
アクサル法律事務所の事務長。episode3で志穂・了と絵美の会話に偶然居合わせ、真船に成田の情報を報告した。
一方で、正体不明の謎の人物「フクナガ」を名乗り、弁護士資格を持たぬまま自ら非弁行為を行い、浅沼にも非弁行為をさせ、カシワダケースにかかわり、小早川とも成田のアリバイについて偽証するよう接触していた。episode7に登場した文江が正体を知っていて、成田が持っているアクサル法律事務所の弁護士たちと二ノ宮の2人の娘が写っている写真の中から指差した。同じ頃、絵美も連光寺から正体が告げられた。正体を知られた後は逃走を続けていたが、口封じの為にepisode8で黒川に刺殺された。
連光寺巧 - 豊原功補
アクサル法律事務所の弁護士。成田の無実を信じている。成田からも信頼されている先輩でもある。episode7の時点でフクナガの正体に気づいていたが三枝には黙っており（本人曰く、二ノ宮弁護士が殺され浅沼が不正を働いていたことが公になり、更に五十嵐がフクナガだとばれるとアクサル法律事務所の存続自体が危なくなるのを恐れたから）、episode8の冒頭で絵美に初めて教える。
その正体は事件の黒幕であり、真犯人である。黒川とつながりがあり、更なる出世と権力のためにカシワダケースにおいて非弁行為を行い暗躍していた張本人でもあり、さらにその事実を隠蔽するため二ノ宮弁護士や五十嵐を殺害した。しかし、成田により真相が暴露された。その後追い込まれた末、黒川に渡された拳銃で自殺した。そのことが事件解決の糸口となる。
黒川 - 鈴木亮平
成田を尾行し、監視している謎の男であり、指に蛇のタトゥーがある。実は連光寺に雇われた殺し屋であり、二ノ宮弁護士と南管理官、五十嵐を殺害した実行犯。しかし、成田との格闘の末に手がかりとなる携帯電話を落とし、真相が暴露された。
長谷部秀一 - 光石研
東京地方検察正であり地検のトップ。実は連光寺と結託しカシワダケースで不正を行い、フクナガ（五十嵐）殺害事件の関係者であり陰謀にも協力していたが、真船と三枝に追及された。

#### その他
伊崎純也 - 前川泰之
警視庁捜査一課の刑事。真船と組むことを快く思っていない様子。
南優希 - 高月彩良
いつも白いワンピースを着ている謎の少女。父の死後、心を閉ざして入院していて、真船が見舞いに訪れている。

### ゲスト
※太字は各話のキーマン。人の悩みを解決する成田と関わった人物。
episode1
- 広瀬友哉〔指名手配犯〕 - 中村獅童
- 石田〔大友ハウジング社員〕 - 野間口徹

episode2
- 藤原久美子〔橘の前妻〕 - 戸田菜穂
- 橘正志〔TBコンサルティング社長〕 - 升毅
- 香坂千鶴〔正志の内縁の妻〕 - 小西美帆
- 橘拓也〔正志・久美子の息子〕 - 佐藤瑠生亮

episode3
- 山本明〔予備校生〕 - 木村了
- 浅野志穂〔キャバクラ嬢〕 - 相武紗季
- 小森〔志穂のストーカー〕 - 弓削智久

episode4
- 山崎義一〔神山警察署生活安全課、公太の父親〕 - 中原丈雄
- 山崎公太〔ナナセ運輸社員〕 - 五十嵐隼士
- 望月里香〔公太の恋人〕 - 末永遥
- 星野久光〔サンライズリース社長〕 - 堀部圭亮
- 岩村数馬〔サンライズリース社員〕 - やべけんじ
- 酒井力也〔サンライズリース社員〕 - 天田暦
- 七瀬時雄〔ナナセ運輸社長〕 - 伊藤正之
- 山崎早苗〔義一の妻、公太の母親〕 - 中村麻美

episode5
- このエピソードのキーマンは浅沼仁となっている。
- 浅沼孝史〔浅沼の兄〕 - 松永博史
- フクナガの代理人 - 森下能幸
- 中村〔浅沼の先輩弁護士〕 - 阪田マサノブ

episode6
- 橋元望〔まどかの同級生〕 - 波瑠
- 原田信行〔望の援助交際の相手〕 - 南周平

episode7
- 丸川文江〔寛の妻〕 - 室井滋
- 丸川寛〔洋食店店主、文江の夫〕（回想） - 田山涼成
- 街の地上げ屋　-高橋和勧　　リーゼント山崎

episode8
- 小沢咲子〔フクナガの愛人〕 - 白石美帆
- 南俊二〔警察庁管理官、優希の父親〕（回想） - 東根作寿英

episode9
- 佐久間涼介〔小早川の元恋人〕 - 石田卓也

episode10
- 大沢敏雄〔工事現場の従業員〕 - 田中哲司
- 美恵子〔大沢の元妻〕- 遊井亮子
- 柏田英輔〔法務大臣〕- 藤木孝

Final episode
- キーマンは無し。
- 尾崎圭一郎〔検察官〕 - 眞島秀和
- 裁判長 - 中村靖日
- リポーター - 瀧口友里奈
- タトゥーショップの店員 - 佐藤茶

### スタッフ
- 原作 - 剛英城・髙田優『逃亡弁護士 成田誠』（小学館ヤングサンデーコミックス刊）
- 原作協力 - 剛英城・岡本創『新・逃亡弁護士 成田誠』（小学館月刊!スピリッツ連載）
- 脚本 - 渡辺雄介、秦建日子（episode8・10）
- 脚本監修 - 秦建日子
- 音楽 - 野崎良太（Jazztronik）
- 演出 - 本橋圭太、白木啓一郎、田中峰弥、大内隆弘
- 法律監修 - 紀藤正樹
- スタントコーディネイター - 釼持誠
- 技術協力 - バル・エンタープライズ
- 照明協力 - Kカンパニー
- 美術協力 - KHKアート
- 音響効果 - スポット
- 編集・MA - ザ・チューブ
- スタジオ - レモンスタジオ
- 制作協力 - ガロパン・カート・フィルム
- プロデューサー - 河西秀幸（関西テレビ）、平部隆明（ホリプロ）
- 制作 - 関西テレビ、ホリプロ

### テーマ曲
- 主題歌：和紗「Stand Up For Love」（ソニー・ミュージックアソシエイテッドレコーズ）
- 挿入歌：遊助「ESCAPE 遊turing 成田誠」（ソニー・ミュージックレコーズ）（episode4 - ） - ピアノバージョンはepisode1から使用されている。

### DVD
- 逃亡弁護士DVD－BOX（ポニーキャニオン、2010年12月1日発売）

### サブタイトル
| 各話                                                      | 放送日        | サブタイトル    | サブタイトル     | 演出       | 視聴率 |
| 各話                                                      | 放送日        | 放送時          | ラテ欄           | 演出       | 視聴率 |
| --------------------------------------------------------- | ------------- | --------------- | ---------------- | ---------- | ------ |
| episode1                                                  | 2010年7月06日 | 冤罪…僕は無実だ | 冤罪…僕は無実だ  | 本橋圭太   | 10.8%  |
| episode2                                                  | 2010年7月13日 | 偽りの出生届    | 偽りの出生届     | 本橋圭太   | 7.5%   |
| episode3                                                  | 2010年7月20日 | 逆ストーカー    | 逆ストーカーの罠 | 田中峰弥   | 10.0%  |
| episode4                                                  | 2010年7月27日 | 協力者          | 協力者、現わる   | 田中峰弥   | 10.0%  |
| episode5                                                  | 2010年8月03日 | 裏切り          | 裏切りと新たな謎 | 本橋圭太   | 8.4%   |
| episode6                                                  | 2010年8月10日 | 手がかり        | 真犯人の手がかり | 白木啓一郎 | 8.7%   |
| episode7                                                  | 2010年8月17日 | 正体            | 暴かれる闇の正体 | 本橋圭太   | 8.5%   |
| episode8                                                  | 2010年8月24日 | 対決            | 対決…敵は内部に  | 白木啓一郎 | 9.2%   |
| episode9                                                  | 2010年8月31日 | 無実証明        | 再会…無実の証明  | 本橋圭太   | 7.8%   |
| episode10                                                 | 2010年9月07日 | 真相            | 陰謀暴く…真相へ  | 大内隆弘   | 9.4%   |
| Final episode                                             | 2010年9月14日 | 真犯人          | 真犯人へ         | 本橋圭太   | 10.1%  |
| 平均視聴率 9.1%（視聴率は関東地区・ビデオリサーチ社調べ） |               |                 |                  |            |        |

| 関西テレビ・フジテレビ系 火曜10時枠                                   | 関西テレビ・フジテレビ系 火曜10時枠 | 関西テレビ・フジテレビ系 火曜10時枠                   |
| 前番組                                                                | 番組名                              | 次番組                                                |
| --------------------------------------------------------------------- | ----------------------------------- | ----------------------------------------------------- |
| チーム・バチスタ2 ジェネラル・ルージュの凱旋 （2010.4.6 - 2010.6.22） | 逃亡弁護士 （2010.7.6 - 2010.9.14） | ギルティ 悪魔と契約した女 （2010.10.12 - 2010.12.21） |